# Klášter Sacré Coeur
Konvent dam Srdce Ježíšova, či jen klášter Sacré Coeur či Sacré Cœur (Srdce Ježíšovo) [sakré kör] je klasicistní areál bývalého kláštera s kostelem téhož zasvěcení v Praze 5 - Smíchov, Holečkova ulice 31. Objekt kláštera s kostelem leží v Městské památkové zóně Smíchov a je chráněn jako kulturní památka.

## Historie

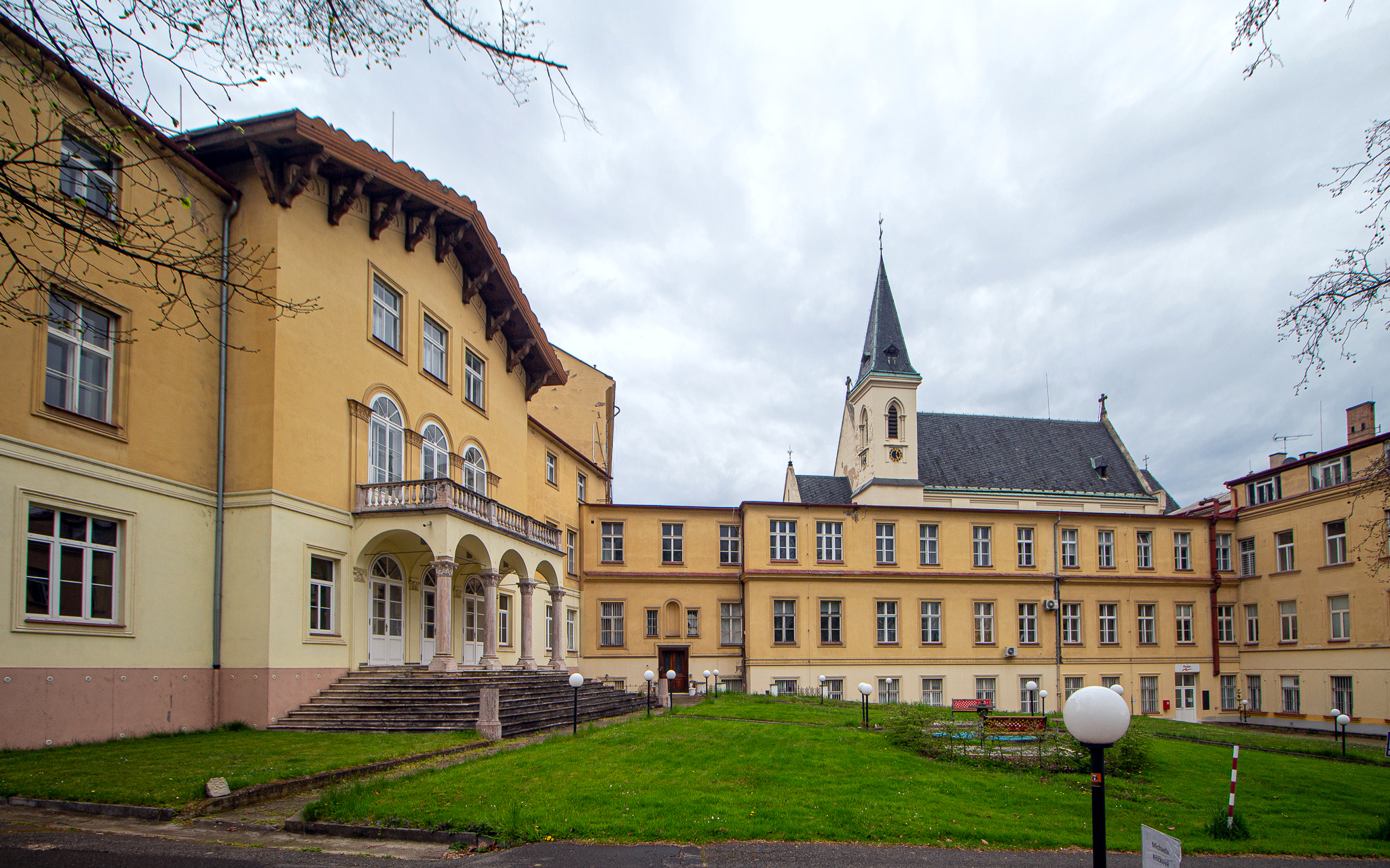
Areál kláštera v roce 2023

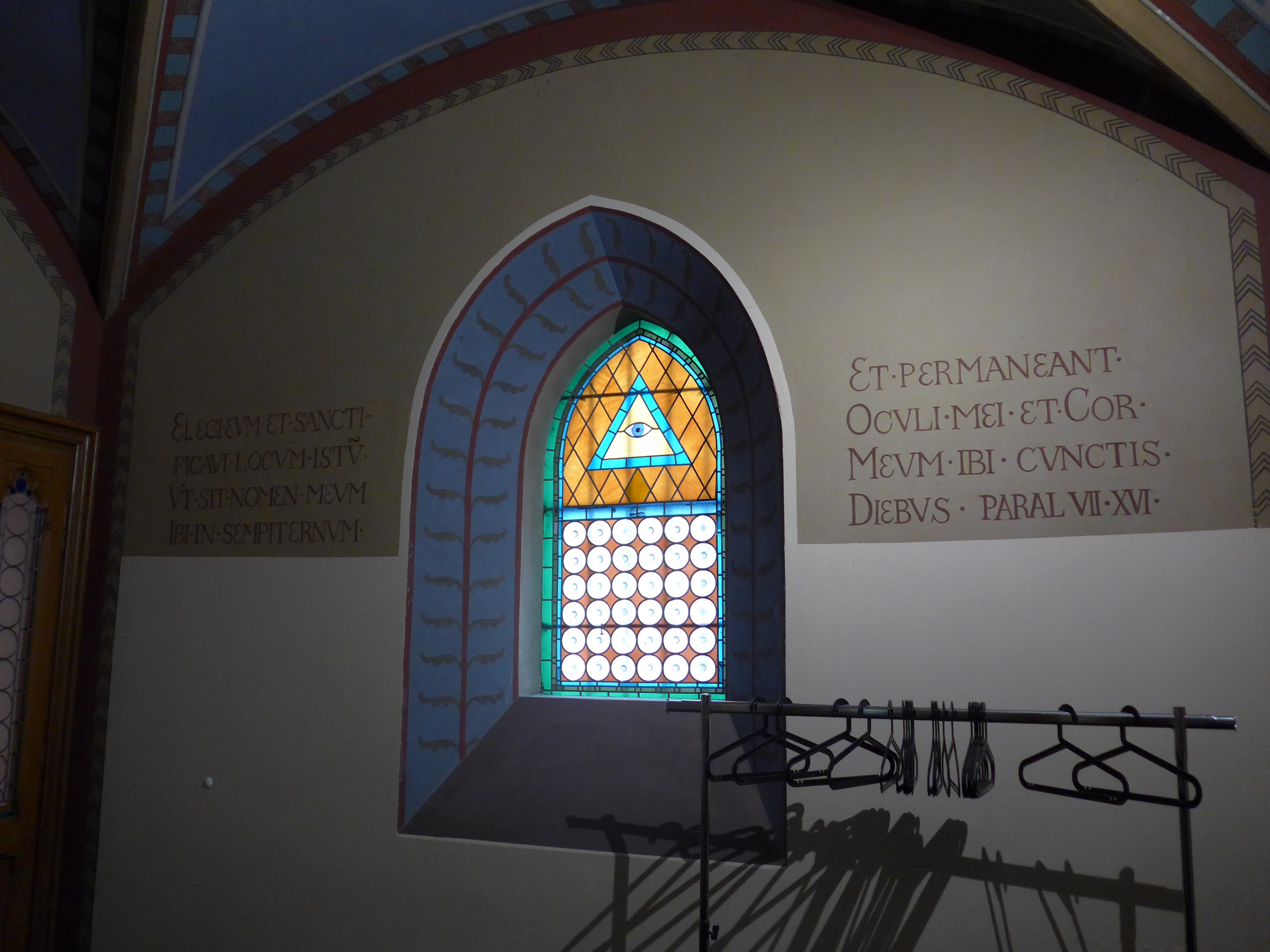
Interiér klášterního kostela

Areál kláštera vznikl na pozemcích někdejších viničních usedlostí hraběte Claryho a vily továrníka Riedla z Riedelštejna v roce 1872. Budovy byly postaveny z iniciativy Josefiny Goetzové podle projektu architekta Václava Lásky s finančním přispěním císařovny vdovy Marie Anny. V klášteře s penzionátem byl také vzdělávací ústavem pro výchovu dívek ze šlechtických rodin mj. s výukou náboženství, francouzštiny a němčiny.
Součástí budov je novogotický kostel Nejsvětějšího srdce Páně (Sacré Coeur), postavený v letech 1882–1884 podle projektu beuronského benediktina P. G. Béthuna. Císařovna Marie Anna darovala kostelu relikvie římské prvomučednice Flavie Viktorie, přinesené z katakomb v Římě společně s náhrobní nápisovou deskou. Ostatky byl vloženy do hlavního oltáře a deska vsazena do stěny oltářní menzy.
Klášterní areál majetkem původně francouzské kongregace Dames du Sacré Coeur (paní Nejsvětějšího srdce Páně). V roce 1919 německojazyčné řeholnice, které většinou nemluvily česky, odešly do Rakouska nebo do Německa. Řád prodal klášterní areál státu, kostel i kaple sv. Jana Nepomuckého byly odsvěceny, oltářní obrazy (mj. Lva Lercha) byly rovněž prodány. Prostory kláštera dále sloužily jako kancelářské pro Ministerstvo pošt a telegrafů, po druhé světové válce také pro Poštovní muzeum a další instituce. 
Klášter je v soukromém vlastnictví od roku 1998. Jeho budovy slouží komerčním účelům, a kostel a boční kaple se používají pro svatby, aukce, charitativní události a módní přehlídky.

## Popis
Klášterní budova je půdorysně i architektonicky členitá. Její součástí je novogotický kostel se sedlovou střechou a čtyřbokou hranolovitou věží, zakončenou křížem. Na věži jsou kruhové hodiny. V interiéru kostela jsou nástěnné malby ve stylu beuronské benediktinské školy. Z původní klášterní zahrady zůstala zachována kašna a malé jezírko. Část klášterního dvora slouží jako parkoviště. Areál je od Holečkovy ulice oddělen ohradní zdí.
Objekt je od roku 1958 nemovitou kulturní památkou.